# Louise de La Fayette
Louise Angélique Motier de la Fayette (8 de noviembre de 1618-11 de enero de 1665), fue una cortesana francesa, además de amiga y confidente del rey Luis XIII de Francia.

## Primeros años
Nacida en Amathay-Vésigneux, Louise fue una de los catorce hijos de Jean, conde de La Fayette, y Marguerite de Borbón-Busset, miembro de la Casa Borbón-Busset, una rama ilegítima de la Real Casa de Borbón. Su cuñada, Madame de La Fayette (1634-1693), fue la autora de La Princesse de Clèves, primera novela histórica de Francia y una de las primeras novelas psicológicas en literatura.

## Vida en la corte
Fue introducida en la corte gracias a su abuela, Louise de Borbón-Busset, convirtiéndose en dama de honor de la reina Ana de Austria. En 1635, el cardenal Richelieu intentó atraer la atención del rey Luis XIII hacia Louise con el fin de contrarrestar la influencia que Marie de Hautefort tenía sobre el monarca.
No obstante, el rey poseía fuertes principios religiosos que le hacían mostrarse totalmente opuesto a las relaciones extraconyugales, motivo por el cual su relación con Louise no tuvo el éxito esperado, sintiéndose el rey atraído por su inocencia y pureza y convirtiéndose Louise en su confidente. Cuando el rey confesó su resentimiento hacia Richelieu, Louise, en vez contar dicha confesión al cardenal, alentó al rey a hacer frente al poder de Richelieu.

## Últimos años

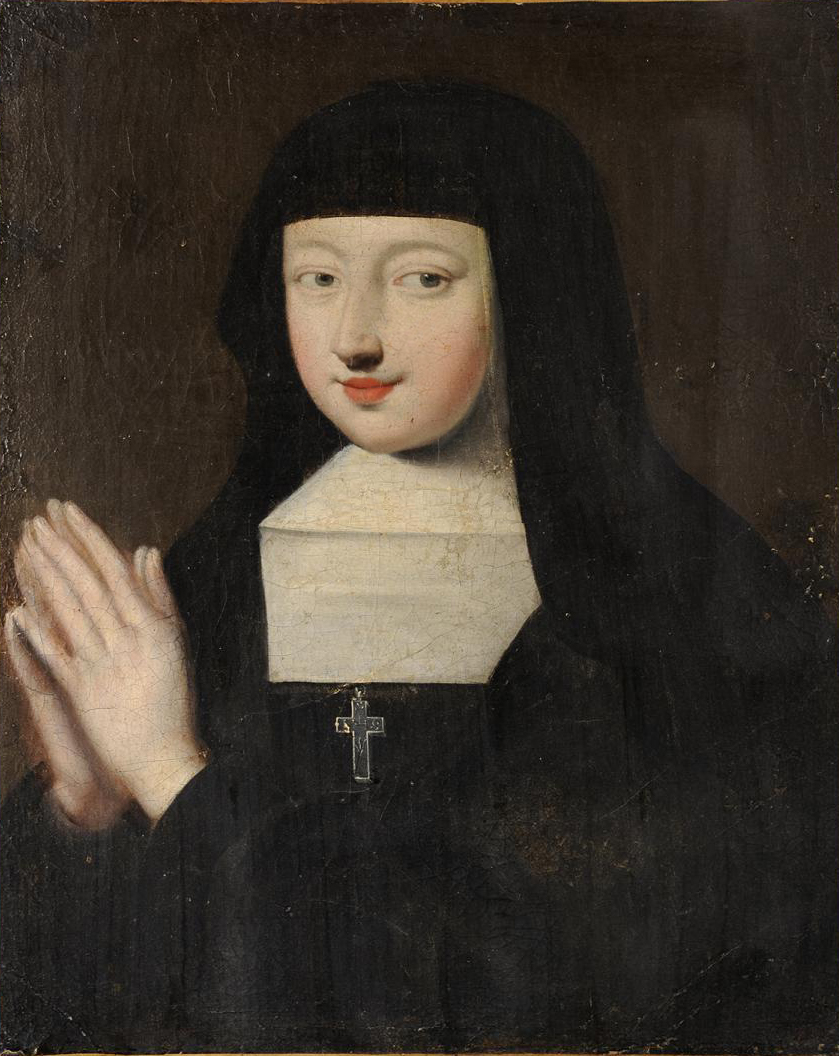
Retrato de la hermana Louise de La Fayette (anónimo).

Firmemente opuesta a convertirse en amante de Luis XIII, Louise, tras despedirse del rey en presencia de Ana de Austria, se retiró al convento de la Orden de la Visitación de Santa María en 1637.
Siendo monja visitadora recibió numerosas visitas del rey, con quien mantuvo abundante correspondencia. Richelieu interceptó las cartas y mediante omisiones y falsificaciones logró destruir la mutua confianza que ambos se tenían. Este hecho fue lamentado por la reina Ana, quien había logrado reconciliarse con Luis XIII gracias a la influencia de Louise.
Al momento de su muerte en enero de 1665, Louise era superiora de un convento de su orden el cual había fundado en Chaillot en 1651 junto con Enriqueta María, viuda de Carlos I de Inglaterra.